# Mark Spencer
Mark Spencer (Alabama, 8 d'abril de 1977), enginyer estatunidenc, és l'autor original de Gaim, un client de missatgeria instantània basat en GTK, i del dimoni de L2TP "l2tpd", però la seua major obra la va aconseguir amb la creació d'un sistema PBX de Codi obert dita Asterisk.
Després de crear Asterisk, fundà Digium, una empresa que té com a objectiu seguir desenvolupant aquesta aplicació i les targetes de comunicacions compatibles amb Asterisk.
Mark Spencer (nascut en Alabama) creador d'Asterisk, la centraleta de telefonia IP, ha estat guardonat amb múltiples distincions, entre les quals destaca estar dins del TOP 30 UNDER 30 de la prestigiosa Inc.com (llistat d'emprenedors amb major èxit menors de 30 anys). Es va graduar en la Universitat d'Auburm (igual que Jimmy Wales, creador de Viquipèdia) i va crear, entre d'altres, Asterisk, una plataforma programari lliure que ha revolucionant el mercat de la telefonia IP.
Asterisk és una centraleta que conjumina tant la telefonia tradicional com l'emergent veu IP respectant i treballant amb estàndards mundials, tot això a través de programari lliure. De la mà d'Asterisk, el mercat de la telefonia està patint una enorme innovació, tant en tecnologia, com en el model de negoci, com en els serveis i possibilitats ofertes.